# Triumfetta pentandra
Triumfetta pentandra är en malvaväxtart som beskrevs av Achille Richard, Jean Baptiste Antoine Guillemin och Perr.. Triumfetta pentandra ingår i släktet triumfettor, och familjen malvaväxter. Utöver nominatformen finns också underarten T. p. homoiotrichia.

## Bildgalleri

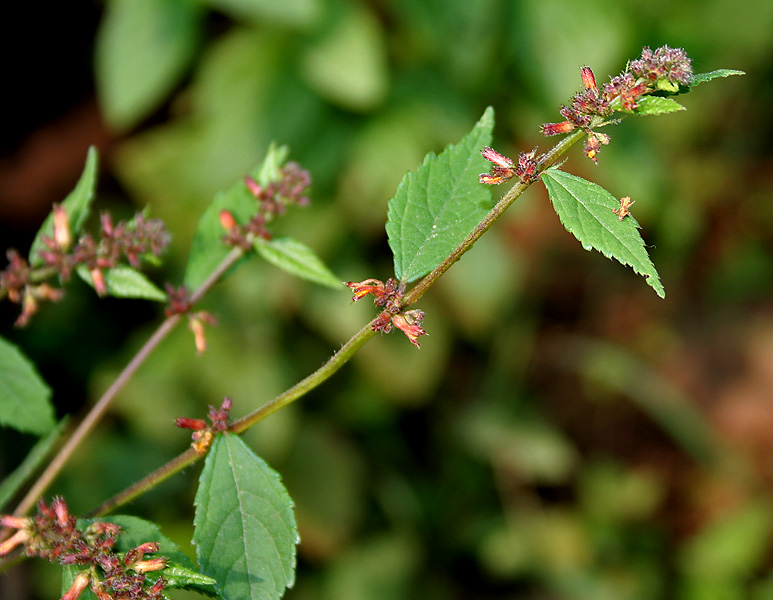
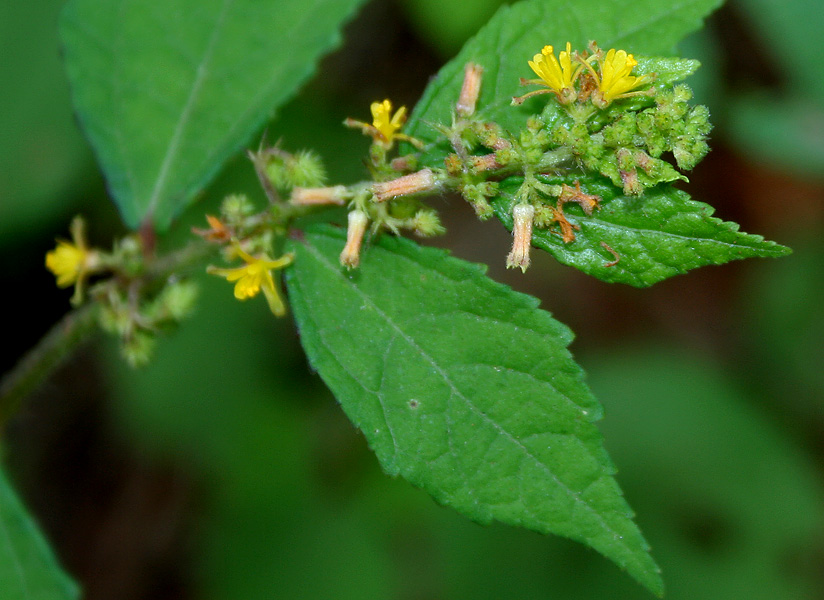
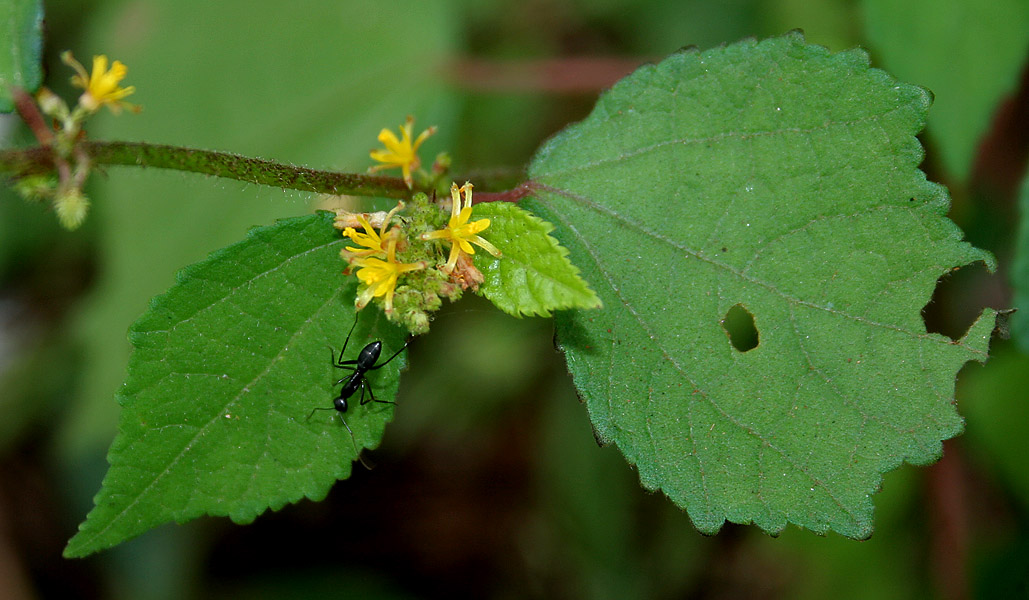
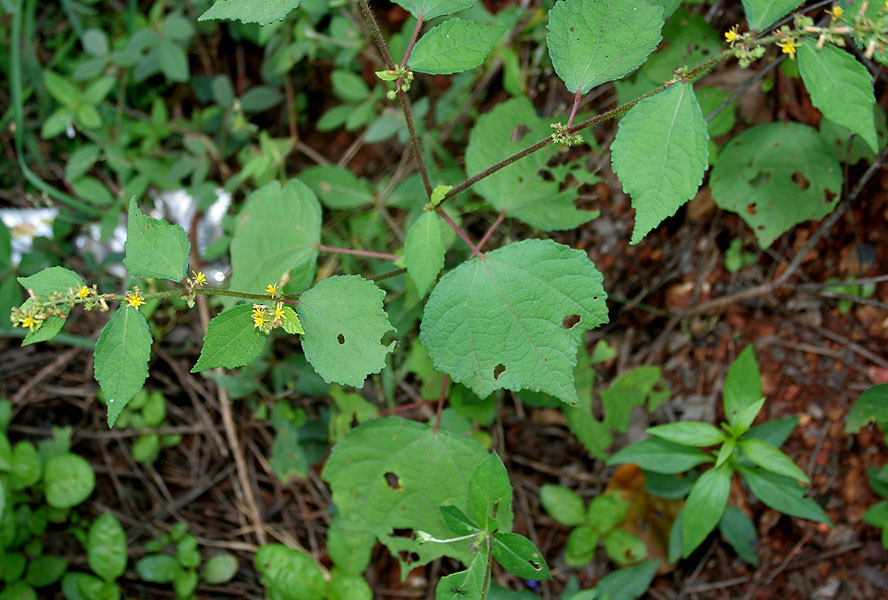
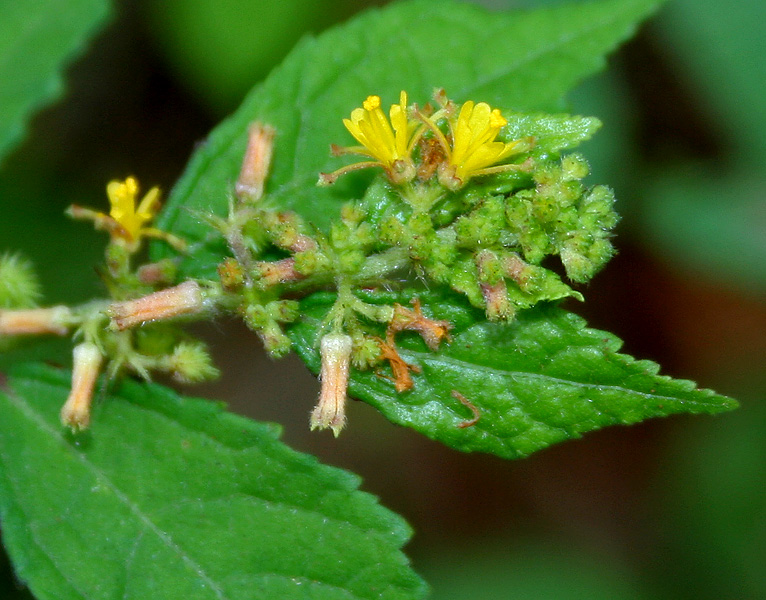